# Coloburella reticulata
Coloburella reticulata är en urinsektsart som beskrevs av Robert Latzel 1918. Coloburella reticulata ingår i släktet Coloburella och familjen Isotomidae. Inga underarter finns listade i Catalogue of Life.